# آناتول آبراگام
آناتول آبراگام (انگلیسی: Anatole Abragam؛ زاده ۱۵ دسامبر ۱۹۱۴ درگذشته ۸ ژوئن ۲۰۱۱) یک فیزیک‌دان اهل فرانسه بود.